# Lestrolepis
Lestrolepis es un género de peces de la familia Paralepididae. Fue descrito por Harry en 1953.

## Especies
- Lestrolepis intermedia (Poey, 1868)
- Lestrolepis japonica (S. Tanaka (I), 1908)
- Lestrolepis luetkeni (Ege, 1933)
- Lestrolepis pofi (Harry, 1953)